# Marciapiede

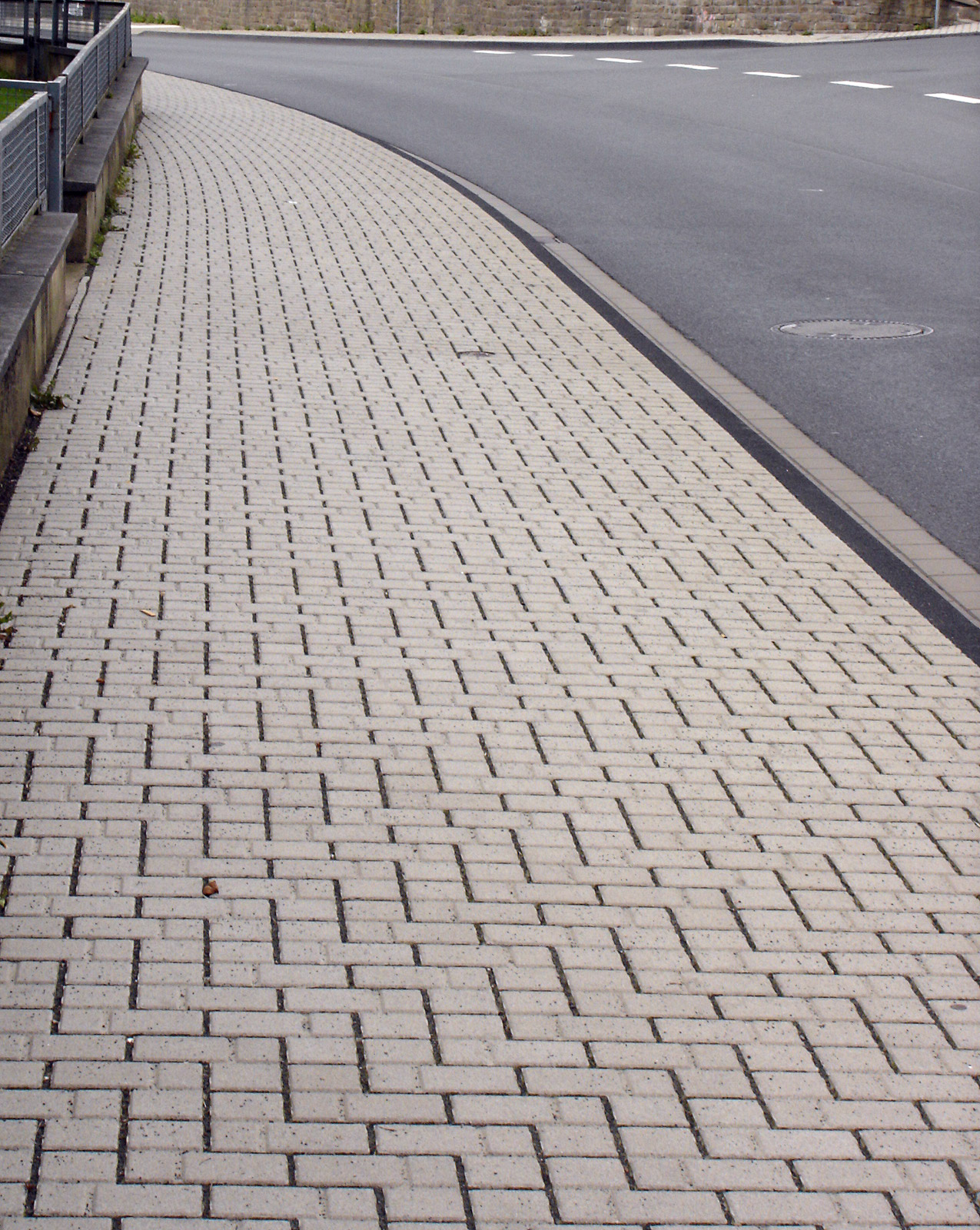
Marciapiede.

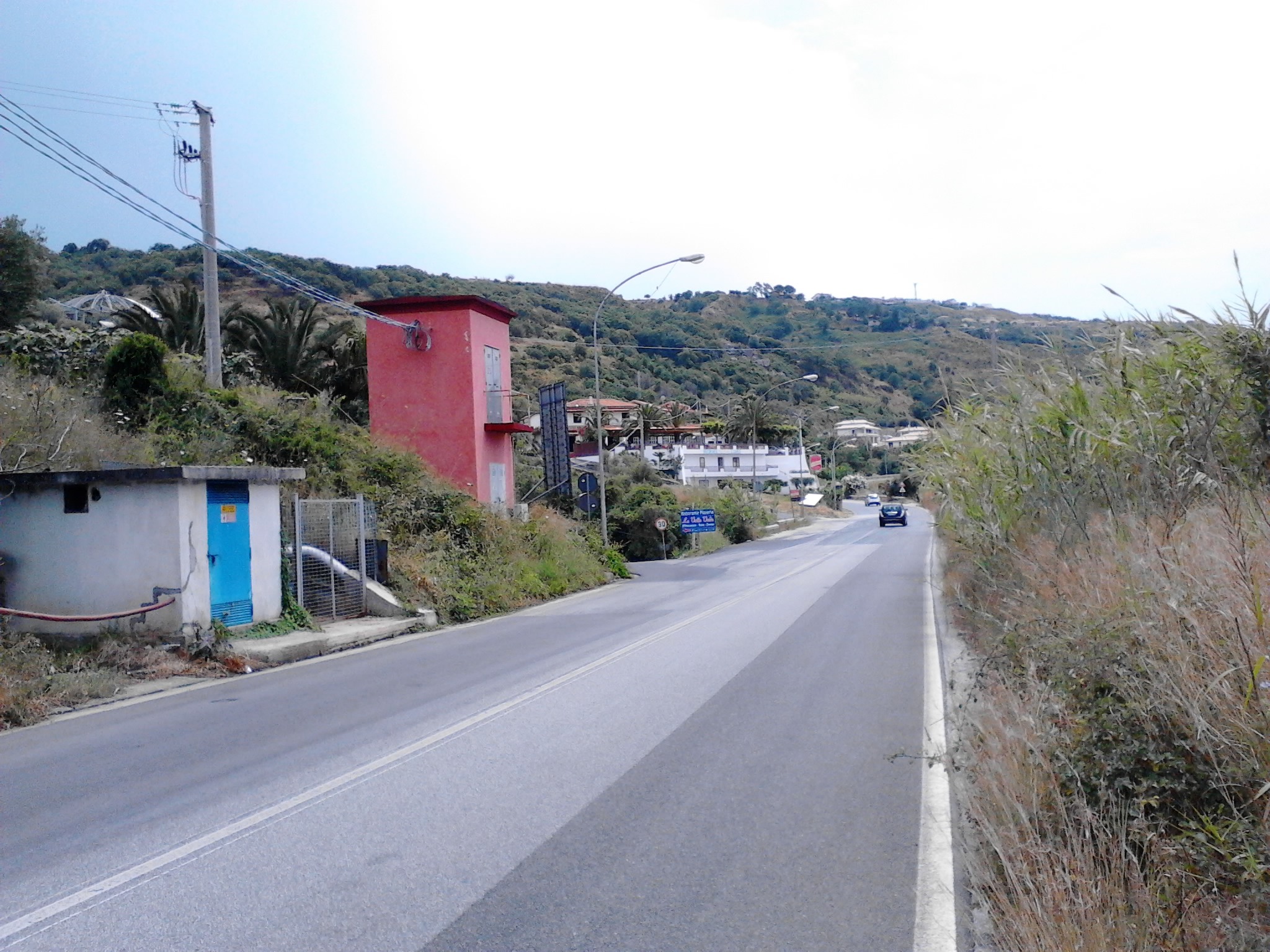
Strada sprovvista di marciapiede.

Un marciapiede è uno spazio sopraelevato posizionato al lato di una strada, riservato al transito e allo stazionamento dei pedoni. Il lato stradale è solitamente delimitato da un cordolo in cemento o pietra.

## Storia
Conosciuto nell'antichità, sparì durante il Medioevo, in quanto a quell'epoca le strade venivano realizzate con un ruscello centrale che provvedeva a ripulire la strada dai fanghi e dai rifiuti. Venne reintrodotto in Inghilterra nel XVIII secolo.

## Nel mondo

### Italia
L'articolo 3, comma 1°, n. 33) del Codice della strada definisce marciapiede: quella «parte della strada, esterna alla carreggiata, rialzata o altrimenti delimitata e protetta, destinata ai pedoni».
Ciò significa che un veicolo non ha alcun diritto a stazionare o a circolare sul marciapiede, con l'eccezione delle rampe d'accesso a eventuali aree esterne alla carreggiata, come ad esempio parcheggi, garage o proprietà private.

Segnale di percorso pedonale.

Con un'interpretazione restrittiva dell'art. 190 del codice, non è ammessa negli "spazi riservati ai pedoni", neanche la circolazione dei cosiddetti "acceleratori di andatura", come pattini, monopattini, skateboard.
Nel caso in cui un pedone dovesse attraversare la carreggiata riservata alla circolazione dei veicoli per raggiungere il marciapiede situato al lato opposto della stessa, dovrebbe utilizzare gli attraversamenti pedonali evidenziati da segnali verticali o da un semaforo.
Il marciapiede generalmente fa parte del demanio così come ne fanno parte anche le strade, eccezion fatta per alcuni casi di lottizzazioni in cui sono di proprietà privata, anche se aperti alla circolazione pubblica.

### Spagna
Una riforma al Codice della strada del 2024 prevede che i marciapiedi nelle aree urbane siano riservati esclusivamente ai pedoni, limitando il più possibile il parcheggio dei veicoli in prossimità degli stessi, al fine di proteggere le persone, soprattutto quelle a mobilità ridotta.